# Człowiek, który zdemoralizował Hadleyburg
Człowiek, który zdemoralizował Hadleyburg – polska komedia z 1967 roku na podstawie noweli Marka Twaina. Film z cyklu Komedie pomyłek.

## Główne role
- Hanna Małkowska – Mary Richards
- Zofia Jamry – Katie Cox
- Leon Niemczyk – „Stevenson”, człowiek, który zdemoralizował Hadleyburg
- Kazimierz Opaliński – Edward Richards
- Bronisław Pawlik – Jackie Cox, redaktor „Hadleyburg Star"
- Jerzy Ćwikliński – sędzia
- Wacław Kowalski – John Wharton Bilson
- Jerzy Przybylski – mecenas Wilson
- Marian Wojtczak – szeryf Cooligen
- Mieczysław Voit – Smoller, właściciel saloonu
- Zygmunt Zintel – bankier Pinkerton
- Michał Szewczyk – fotograf